# 运-20
运-20运输机（Y-20），代号鲲鹏，是由中国航空工业集团研发的重型远程战略军用运输机，为目前中国最大型的军用飞机。运-20由西安飞机设计研究院设计，由西安飞机工业集团负责包括总装在内的大部分制造业务，沈飞、成飞、陕飞、哈飞及上飞也有参与部件。

## 開發背景
在上世紀90年代，中国从俄羅斯进口了伊爾-76，第一次擁有了戰略運輸機。在二十一世纪初，中國人民解放軍空军服役中的、运力最大的国产运输机是运-8，其為中型戰術運輸機，仅与C-130相似，曾有計劃從俄羅斯購買新一批的伊爾-76戰略運輸機，但蘇聯解體後其生產线留在了烏茲別克，俄羅斯還未恢復生產能力，只能收購俄羅斯二手翻新的伊爾-76，故自力研製的运-20便因應需求而生，运-20的成功量产及大规模服役对提升中国空军的后勤水平有着重大意义，运-20不仅能承攬中國國內急難運輸，還可以進行跨洲际的戰略、救援物資投送。

## 特徵

### 起降能力
在軍事用途上，运-20除了比伊尔-76更寬更高，新型發動機下最大载重能力达到66吨，可以載運主戰坦克等重裝備，液壓與飛控電腦並具備一定的備戰冗餘，最大飞行距离亦增至7800公里（人員運輸），從中國西部出發可達非洲，或者從海南起飛可達澳洲。其起落架设计采用并列双轮设计，机身两侧各有3个双轮式起落架。主起落架一共12个机轮，加上前起落架一共14个机轮。雖然运-20并没有特别强化野战起降能力，主要原因還是與結構設計水平與艙內空間的利用之故，不過據飛行員介紹，透過調整輪胎壓力，仍能完成土跑道起降作業。

### 操作面
對於C-17所擁有翼梢小翼以及外吹式襟翼增升效果，雖然前者與运-20的滑退式三开缝襟翼相比、加上运-20貨倉設計也較為保守之故而有差距，然而外形采用新常规布局，T型尾翼，机翼为悬臂式上单翼、前缘后掠，中央翼盒不侵入貨倉，加入了超临界机翼设计等，使其氣動效率仍可望比伊爾-76優秀，央視曾報導結構試驗強度達到110%。2013年該機首飛後，據俄媒《独立报》訪問航空技術專家瓦西里·卡申，該機型似乎還與烏克蘭安東諾夫航空科學技術聯合體的An-170項目（代號TTC/TTS）有著源淵，媒體透露安东诺夫公司曾部分參與了機翼的設計。另外，运-20的电子设备相较伊尔-76也有了较大改进，机头雷达罩上方设置有前视红外探头，可以配合运-20驾驶舱内的衍射平显进行使用，雖然還未推行侧桿式介面，但目前的航電能夠大幅減少驾驶人員的疲勞。。

### 發動機推力
2021年6月，坊間报道及軍迷照片显示一架新型运-20已装备4台渦扇-20发动机成功试飞，推力据信达140KN至160KN（13吨至16吨），被稱作是解決困擾多年的「最重要核心問題」，過去的蚌壳式反推装置也不見了
。
2021年9月29日上午，第十三届珠海航展举行“国产战鹰护卫祖国空天安全之‘大国重器向祖国汇报’”新闻发布会，运-20总师唐长红透露，运-20已经有了“中国心”，而且还是两型，换装国产发动机后，飞机的性能有所提升，耗油更少，航程有所增大，最大起飞重量也有所增加。官宣所提到的两型国产发动机为涡扇-18与涡扇-20发动机。

## 歷史

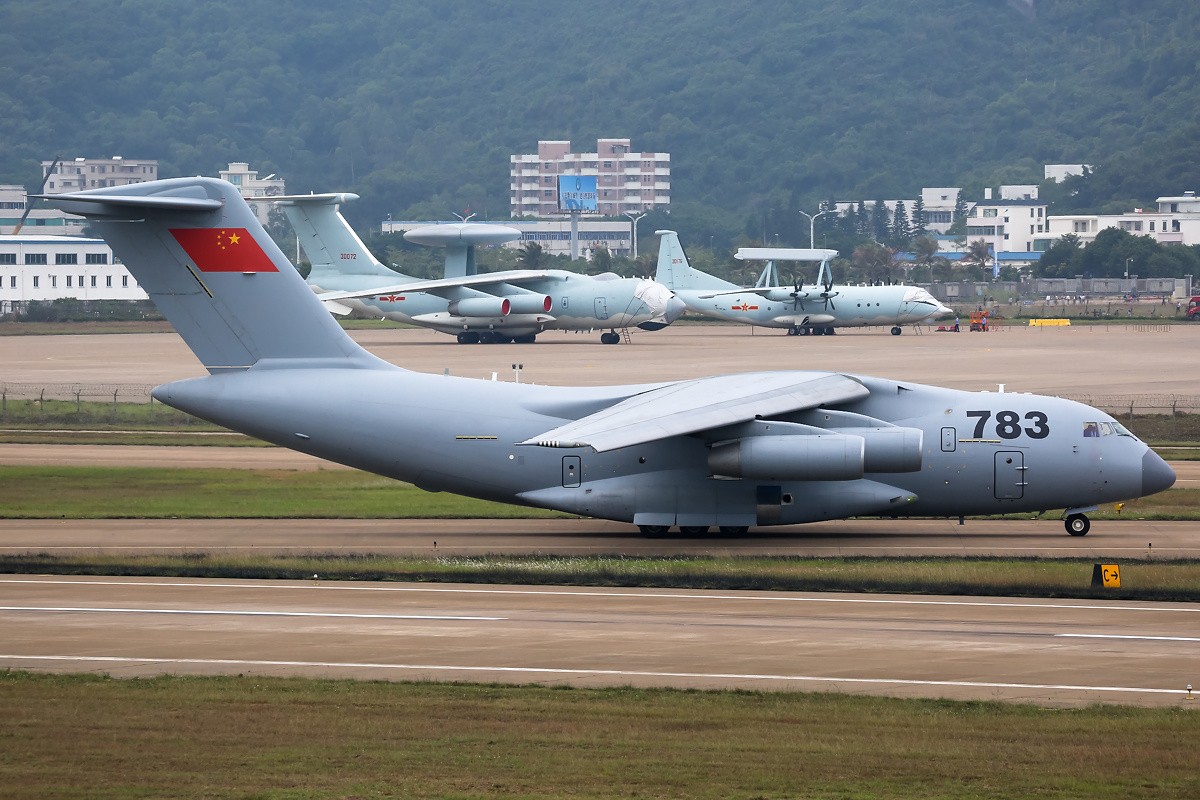
早期型原型機，拍摄于2014年

2007年3月，中国宣布启动大飞机工程，布点于西安和上海两座城市。其中“大客”50%以上的设计制造、“大运”全部的设计研发、制造，都在陕西完成。6月20日大型运输机项目（即运-20）正式立项，代号072工程。
2009年，中航工业集团表示将有一款達200吨级的飞机亮相，2012年底，中国国防部通过新闻发布会证实了运-20项目。
2013年1月26日，运-20首次飞行測試成功，並且获得了中国官方媒体广泛地报道，於电视新闻报道于当日播出。从视频中可以看出运-20尾翼与C-17较为相似，发动机参考自伊尔-76改进型使用的型号，具有反推力装置。
2013年4月20日，继运20首飞不到90天后，国产运-20大型运输机于在西部某试验基地进行了第二次试飞。运-20的第二次成功试飞表明其各项关键技术更趋成熟。
2013年12月16日，运-20的第三架原型机也成功地完成了首飞测试。2014年建军节前夕，该原型机换上灰色涂装，并编为783号。同月，用以測試運油-20（運-20空中加油機版本）加油技術的圖-204驗證機亦完成各項測試。
2014年9月29日，运-20全机破坏试验取得成功。该次试验成为当时中国国内规模最大、技术难度最大、试验风险最高的地面验证试验。
2014年11月，第三架运-20原型机参加了第十届珠海航展，展示短距起飛和高機動性。
2015年1月，第三架运-20原型机在呼伦贝尔东山机场完成了极寒气候下的首次试飞任务。
2015年1月31日，第五架运-20原型机成功首飞。
2015年12月底，中航工业董事长林左鸣、总经理谭瑞松在新年致辞中透露，中国的运-20飞机研制工作已经完成，该机即将开始定型审核，将在2016年年中正式服役。

## 服役

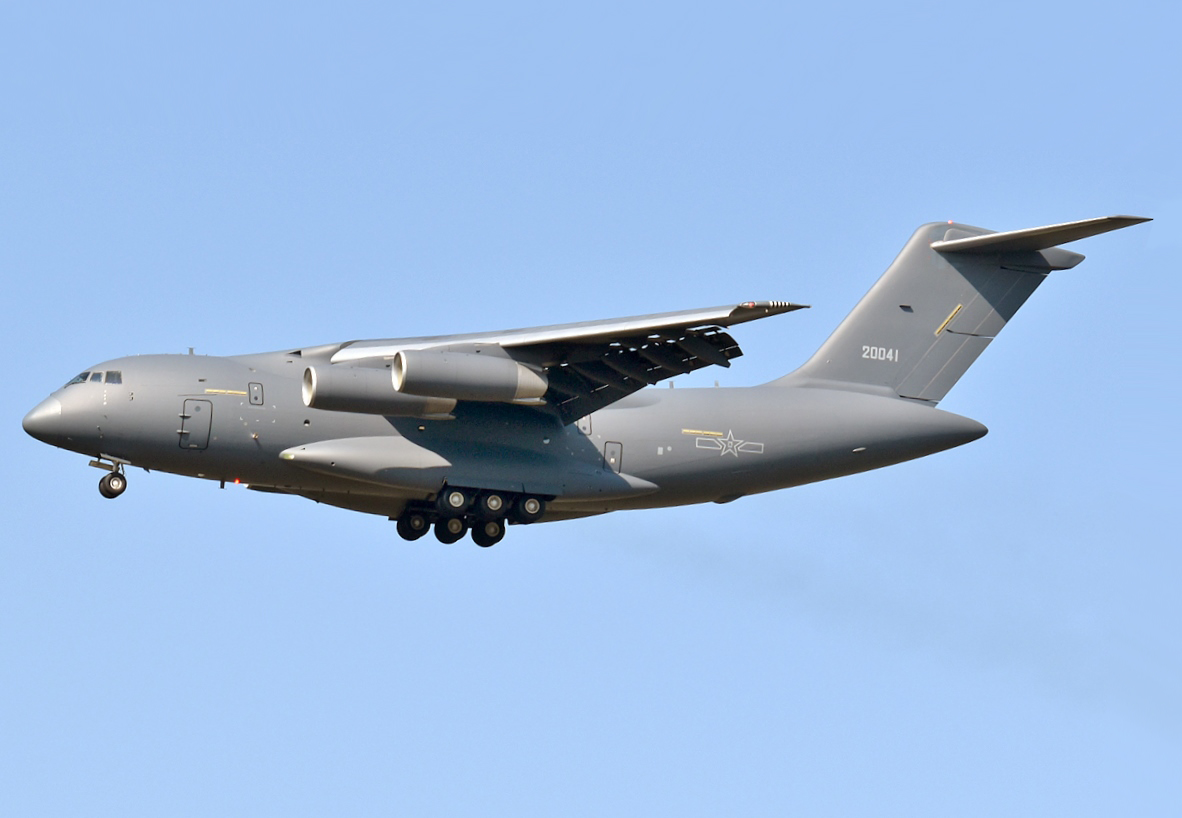
解放軍空軍Y-20A

2016年7月6日，首批運-20機體已交付給解放軍空軍並正式舉行授裝接裝儀式。7月7日上午十一點整運-20飛機編號11051列裝服役入伍。
2017年7月30日举行的庆祝中国人民解放军建军90周年阅兵中出现一架运-20，这是运-20首次在阅兵中亮相。。
2019年10月1日，运20出现在庆祝中华人民共和国成立70周年大会空中梯队的运输机梯队中。
2020年1月，運20接續伊爾76的任務，飛抵新冠肺炎疫情嚴重的武漢支援，是首度大規模投入使用，其中前艙門設計的疑雲備受關注，被指與C-17相比沒有一體式登機梯，被部分網友提出質問，有建議要改良梯子的，但也有網友指出這是跳傘戰術策略的問題。
2020年9月27日，編號為20041的運20從南韓仁川國際機場起飛，將117位韓戰中陣亡的中國人民志願軍士兵遺骸送返中國。
2021年2月7日，编号为11151的运-20从北京将国药集团生产的60万剂2019冠状病毒病疫苗BBIBP-CorV运送至柬埔寨金邊國際機場，供柬埔寨民众和军队紧急使用。
2022年1月27日，兩架運-20從廣州白雲機場起飛，首度被派往位於鄰近紐西蘭的東太平洋島國東加王國執行因海底火山爆發产生災害後的人道物資運送任務，并於1月29日返抵中國。有發現最新批次上運20機身上出現的黃線，可能代表已經有能力執行跨洲機隊的飛行任務，但評論指出渦扇-20的裝備截止2022年還有待時日。
2022年4月9日-11日，三批各6架次运-20向塞尔维亚交付其购买的FK-3防空导弹。此次行动创下了运-20赴海外执行任务的数量记录。
2022年6月阿富汗地震造成该国20年来最严重的灾情，超过千人丧命，中方人道救援物资阿富汗期间，派遣2架次运-20装备干扰弹抵达喀布尔，由当地合作企业将载运包含毛毯、帐棚、折疊床等物资送往受灾区。
2022年巴基斯坦洪灾导致了巴基斯坦严重的人道主义灾难。8月30日，中国空军运-20运输机飞赴巴基斯坦运送包括帐篷在内的人道主义救援物资。

## 型號

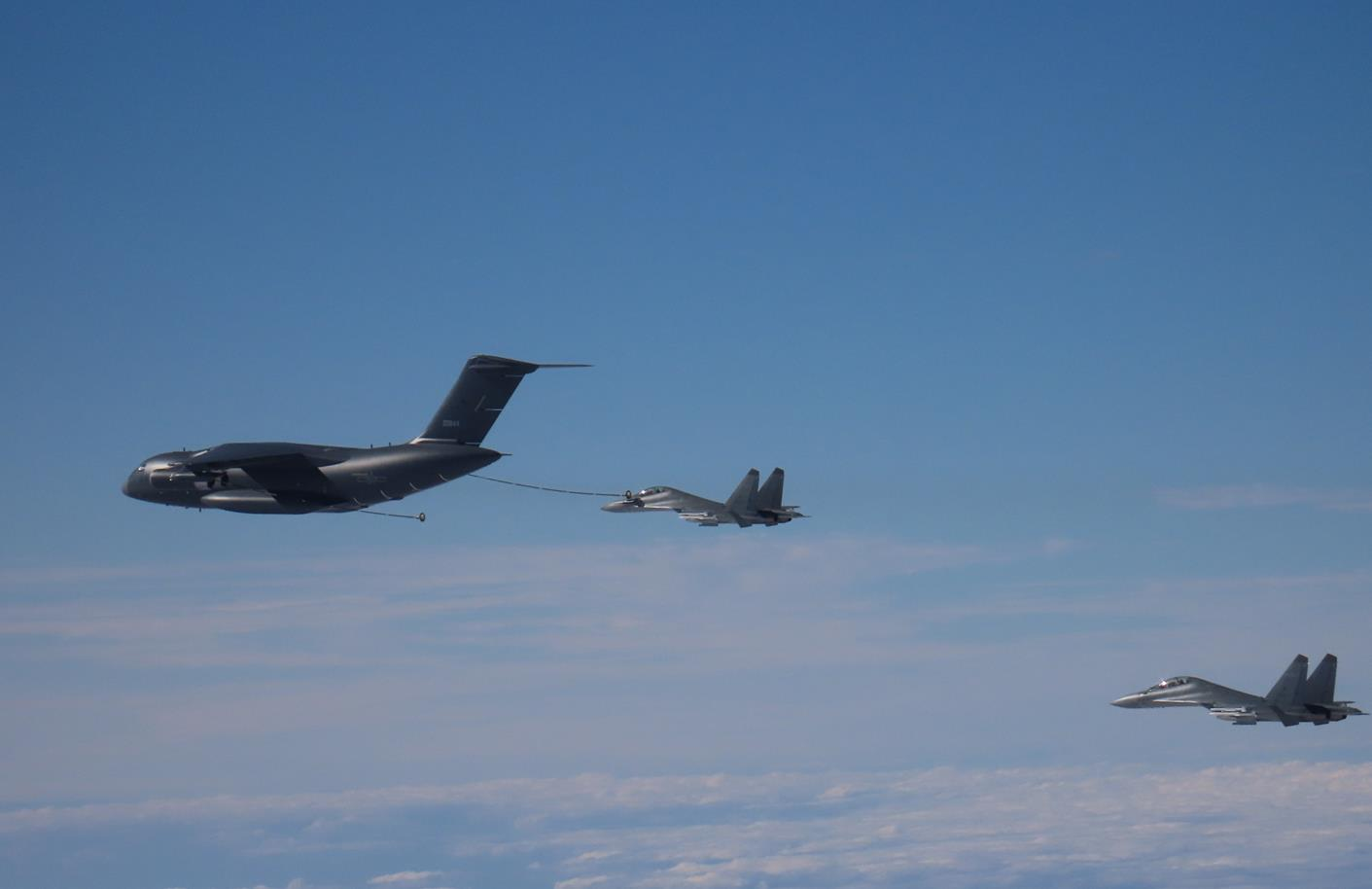
运油-20A為殲-16空中加油

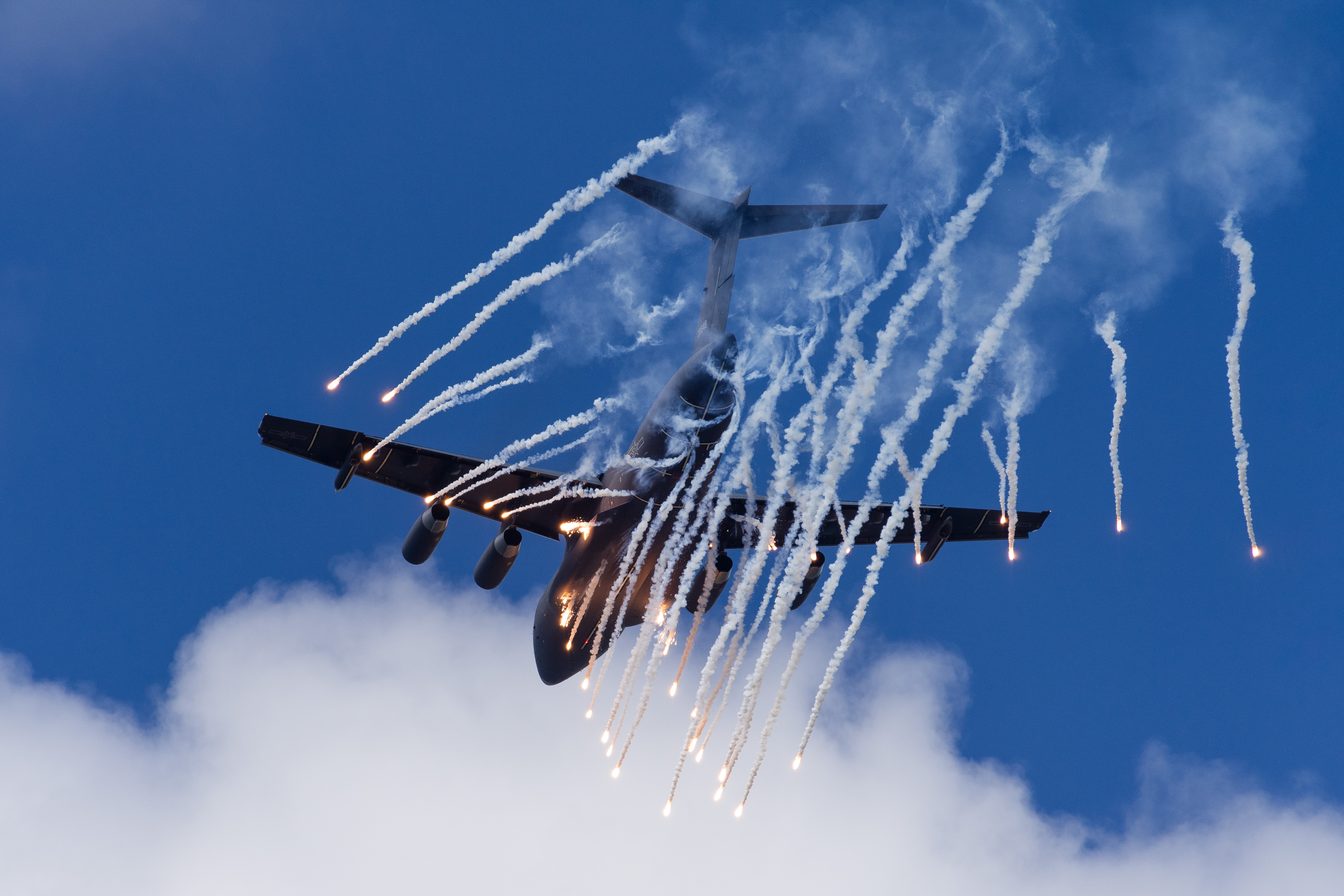
运油-20A在2023年长春航展上表演释放热诱饵弹

### 現役
- 運-20A：基礎型號，使用俄製什韋措夫發動機設計局D-30發動機。
- 運-20B：現時量產型號，2023年起，國產渦扇-20發動機的成品開始出現[40]。央視於四月份報導，已經投入空降訓練中測試[41]，2024年開始初步量產[42]。
- 运油-20（Y-20U/YY-20/YU-20）：以運-20運輸機為平台改裝的空中加油機，於2019年起試飛，並開始密集的測試。據傳已於2021年11月左右生產至少5架，至少有一架可能處於服役狀態，因為該機曾同月被目擊，現身於台灣東南海域[43]。2020年6月初，新款運油20於進行訓練時首次曝光，這款開發中的運油20加油機已完成首次試飛，服務對象包含殲-20，且機身上出現了疑似硬管加油設備的新裝置[44]。2021年11月28日，运油-20首度出現在台灣航空識別區。[45]2022年7月31日，中国空军新闻发言人申进科宣布运油-20開始執行戰備任務，並公布視頻顯示入役的為飛錨式(軟管版本)。[46]2022年8月26日，运油-20在长春大房身机场空军开放日活动中首次公开地面展示[47]。
- 航空发动机通用飞行台：以运-20为基础而来的通用试飞平台，现时挂载试验的则是国产CJ-1000A（长江-1000A）大涵道比涡扇发动机。[48]

### 開發中
- 空警-3000︰用運-20B軍用運輸機為基礎進行改裝的新一代空中預警機正在試飛中[49]，2024年12月27日空警3000被網友拍到正在進行測試[50][51]。
- 運-20BE：E表示出口外銷型，2023年末在杜拜航展確認計畫存在。[52]

## 現役軍用運輸機貨運能力比較
| 機型        | 最大載重（噸） | 貨艙長度          | 貨艙寬度         | 貨艙高度         |
| ----------- | -------------- | ----------------- | ---------------- | ---------------- |
| An-124      | 150            | 36（118英尺）     | 6.4（21英尺）    | 4.4（14英尺）    |
| C-5M        | 127.5          | 37（121英尺）     | 5.8（19英尺）    | 4.1（13英尺）    |
| An-22       | 80             | 32.7（107英尺）   | 4.44（14.6英尺） | 4.44（14.6英尺） |
| C-17        | 77.5           | 26.83（88.0英尺） | 5.49（18.0英尺） | 3.76（12.3英尺） |
| Y-20B       | 66             | 20（66英尺）      | 4（13英尺）      | 4（13英尺）      |
| Il-76MD-90A | 60             | 20（66英尺）      | 3.4（11英尺）    | 3.4（11英尺）    |
| A400M       | 37             | 17.71（58.1英尺） | 4（13英尺）      | 3.85（12.6英尺） |
| C-2         | 36             | 16（52英尺）      | 4（13英尺）      | 4（13英尺）      |
| C-390       | 26             | 18.5（61英尺）    | 3（9.8英尺）     | 3.4（11英尺）    |
| Y-9         | 20             | 16.2（53英尺）    | 3.2（10英尺）    | 2.6（8.5英尺）   |
| C-130J-30   | 19.8           | 16.76（55.0英尺） | 3.02（9.9英尺）  | 2.74（9.0英尺）  |